# Cesarska Armia Japońska
Cesarska Armia Japońska (jap. 大日本帝國陸軍; pisownia współczesna 大日本帝国陸軍 Dai-Nippon Teikoku Rikugun; pełna nazwa: Cesarska Armia Lądowa Wielkiej Japonii) – nazwa japońskich sił lądowych, utworzonych w 1867 roku. Działalność armii kierowana była przez Cesarską Kwaterę Główną (Dai-hon'ei) oraz Ministerstwo Wojny Japonii (Rikugun-shō, dosł. Ministerstwo Armii).

## Historia
Cesarska Armia Japońska powstała w 1867 roku w czasie restauracji Meiji (lata 1868-1912). Zakończył się wówczas okres rządów siogunów rodu Tokugawa, przywrócono pełną władzę cesarzowi, nastąpił okres otwarcia i modernizacji na wzór zachodni. Wprowadzono powszechny i obowiązkowy pobór do wojska. 
Armię Cesarską utworzono przy współpracy Francji i Prus. Z czasem japońskie siły lądowe stały się najsilniejszą armią w Azji, doskonale wyszkoloną i uzbrojoną. Jednakże w porównaniu do ówczesnych europejskich armii, japońskie siły lądowe były słabiej wyposażone w artylerię, czołgi czy inne wozy bojowe. Wraz z rozwojem lotnictwa, utworzono także siły powietrzne. 
Przed przystąpieniem Japonii do II wojny światowej Japońska Armia Cesarska została użyta w:
- I wojnie chińsko-japońskiej w latach 1894–1895;
- zajęciu Tajwanu w 1895 roku;
- wojnie rosyjsko-japońskiej w 1905 roku;
- podboju Korei w 1910 roku;
- I wojnie światowej (zdobycie w 1914 roku niemieckiej kolonii Qingdao);
- aneksji Mandżurii w 1931 roku;
- II wojnie chińsko-japońskiej w latach 1937–1945;
- radziecko-japońskich walkach granicznych w latach 1938–1939;
- operacji obsadzenia Indochin Francuskich w latach 1940–1941

W grudniu 1941 roku, atakiem na Pearl Harbor, Japonia przystąpiła do II wojny światowej po stronie państw Osi.
Wskutek nasilających się nastrojów nacjonalistycznych oraz imperialistycznych, w latach 30. XX wieku Cesarstwo Japonii uległo militaryzacji. Gospodarka była w pełni kontrolowana przez kręgi wojskowych. Sprzyjało to rozwojowi przemysłu zbrojeniowego na potrzeby wojska. Chciano dzięki temu uczynić z Japonii dalekowschodnie mocarstwo, a zadaniem armii i marynarki było wcielenie tych planów w życie.
Podczas II wojny chińsko-japońskiej oraz II wojny światowej wojska japońskie charakteryzowała wyjątkowa brutalność i fanatyzm. Na terytoriach okupowanych Japońska Cesarska Armia dopuszczała się masowych mordów, gwałtów i grabieży, a przynajmniej jeden przypadek (masakra nankińska) jest uznawany za ludobójstwo. Japonia nie uznawała żadnych międzynarodowych zobowiązań dotyczących humanitarnego traktowania ludności cywilnej i jeńców wojennych. Po wojnie wielu japońskich wojskowych (w tym premier Hideki Tōjō) zostało postawionych przed Międzynarodowym Trybunałem Wojskowym dla Dalekiego Wschodu pod zarzutem dopuszczenia się zbrodni wojennych. Sama Japońska Cesarska Armia została rozwiązana wraz z kapitulacją Japonii we wrześniu 1945 roku. W jej miejsce w 1954 roku powstały Japońskie Siły Samoobrony (Jieitai).

## Ideologia
Japoński nacjonalizm kreował taką wizję Japonii, zgodnie z którą bogate państwo powinno być potęgą militarną. Wierzono, że Japonia jest krajem objętym boską opatrznością i opieką shintoistycznych bóstw kami. Służbę wojskową utożsamiano ze służbą cesarzowi, uważanego za potomka bogów. Zaszczytem była śmierć za cesarza.
Idea Yamato-damashii (ducha Yamato, pradawnej Japonii) odgrywała istotną rolę w postępowaniu każdego żołnierza: nie poddawać się i nie tracić wiary w zwycięstwo.  
Teoretyk wojskowości, Sadao Araki stworzył unowocześnioną na potrzeby armii wersję bushidō pod nazwą seishin-kyōiku (duchowy trening). Zgodnie z tą doktryną, żołnierz powinien wszystko w życiu porzucić, gdyż nie potrzebuje nic więcej prócz honoru.